# Caterina di Sassonia
Caterina di Sassonia (1421 – Berlino, 23 agosto 1476) è stata una principessa di Sassonia per nascita ed elettrice di Brandeburgo per matrimonio.

## Biografia
Era la seconda figlia di Federico I di Sassonia, e di sua moglie, Caterina di Brunswick-Lüneburg.

## Matrimonio
Sposò, l'11 giugno 1441, Federico II di Brandeburgo (1413-1471). Federico aveva in precedenza chiesto la mano di Caterina senza successo. La promessa di matrimonio è stata finalmente fatta come parte di un contratto che stabilì il conflitto tra Brandeburgo e Sassonia per il possesso della Lusazia e sigillò un'alleanza tra i due paesi. Il matrimonio si è rivelata infelice.
Ebbero tre figli:
- Dorotea (1446-1519), sposò Giovanni V di Sassonia-Lauenburg, ebbero dodici figli;
- Margherita (1450-1489), sposò Boghislao X di Pomerania, non ebbero figli;
- Giovanni (1452-1454).

Gli ultimi anni del loro matrimonio li trascorsero completamente separati: Federico visse in Franconia e Caterina visse nel Brandeburgo.

## Morte
Morì il 23 agosto 1476.
| Controllo di autorità | VIAF (EN) 310598508 · CERL cnp02011637 · GND (DE) 1057769886 |